# Isak Löb

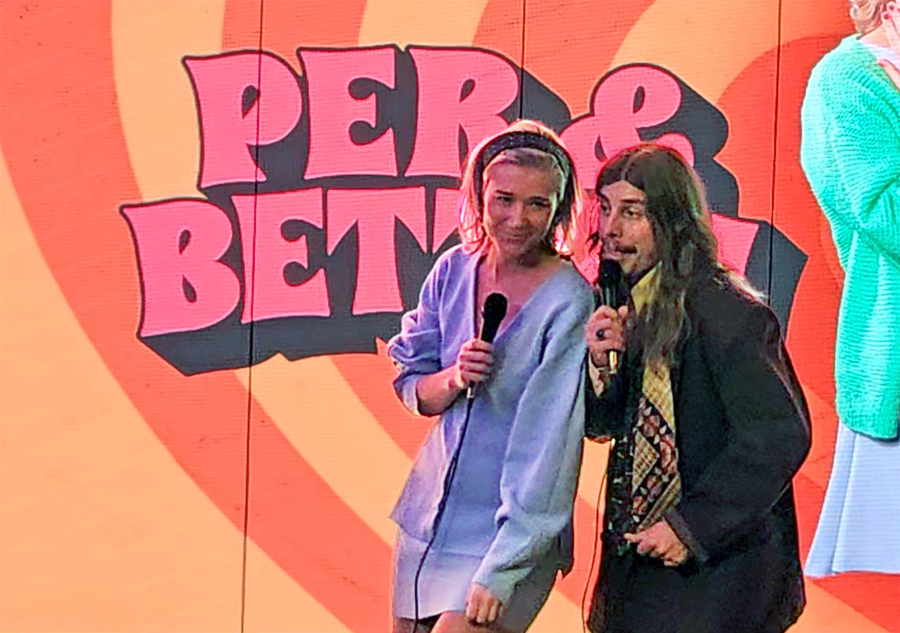
Emilia Rehnberg och Isak Löb i samband med lanseringen av Per & Bettan 2024.

Isak Fredrik Alexander Löb, född 19 september 1996, är en svensk skådespelare och komiker.
Löb har länge skapat populära komiska klipp på Tiktok med sin rollfigur Per, eller Fjortisper som han inledningsvis kallades. Han fick så småningom kontakt med komikern och skådespelaren Emilia Rehnberg och tillsammans började de göra humorklipp om Per och Bettan. År 2024 hade duons humorserie Per & Bettan premiär på Sveriges Television.